# Сату Ноу (Колонешти)
Ново село (рум. Satu Nou) насеље је у Румунији у округу Бакау у општини Колонешти. Oпштина се налази на надморској висини од 302 m.

## Становништво
Према подацима из 2011. године у насељу је живело 271 становника.